# Kanarski zovoj
Kanarski zovoj (lat. Puffinus holeae) je prapovijesna vrsta morske ptice iz porodice zovoja. Opisan je jedino tek 1990. na temelju fosilnih ostataka, iz kojih se jedino mogu doznati podaci o ovom zovoju.
Obitavao je isključivo na području Kanarskih otoka. Živio je za vrijeme pleistocena. Izumro je u kasnom holocenu. Izumiranje se najvjerojatnije dogodilo zbog naseljavanja čovjeka.

## Vanjske poveznice
|  | Zajednički poslužitelj ima još gradiva o temi Puffinus holeae |